# Ballads of the English Border
Ballads of the English Border – tomik wierszy angielskiego poety Algernona Charlesa Swinburne’a, opublikowany w 1925. Zawiera redagowane przez Swinburne’a klasyczne ballady angielskie i szkockie i jego oryginalne utwory będące ich naśladownictwami. Zebrane w tomiku utwory powstawały przez wiele lat i w części były wydawane w innych tomikach.